# 진해세화여자고등학교
진해세화여자고등학교(鎭海世和女子高等學校)는 대한민국 경상남도 창원시 진해구 석동에 있는 사립 고등학교이다.

## 학교 연혁
- 1950년 3월 5일 : 충무상업고등학교 설립, 초대 교장 황낙주 취임
- 1955년 3월 17일 : 충무상업고등학교 인가
- 1973년 3월 1일 : 진해여자상업고등학교로 교명 변경
- 1985년 11월 16일 : 고등학교 24학급 증설 인가
- 1991년 9월 1일 : 교사 신축 및 학교 이전(현위치)
- 2006년 8월 26일 : 학칙변경(디지털정보처리 3, 웹운영 2, 유통정보 2)
- 2011년 1월 28일 : 학교법인 충무학원 제7대 이사장 김창연 취임
- 2014년 4월 1일 : 급식소 및 세화힐링홀 준공
- 2015년 12월 17일 : 일반계고등학교 전환(7학급 259명, 신입생모집)
- 2021년 8월 1일 : 제8대 정한구 교장 취임
- 2023년 1월 3일 : 제66회 졸업식 (졸업생 203명) 졸업생 총 수 14,240명
- 2023년 2월 27일 : 2023년 고교학점제 대비 학교공간 혁신관 개관
- 2023년 3월 2일 : 제69회 입학식 (입학생 256명)

## 참고 자료
- 진해세화여자고등학교 - 한국교육학술정보원 학교알리미